# Theo Hahn
Theo Hahn (ur. 3 stycznia 1928 w Duisburgu, zm. 12 lutego 2016 w Akwizgranie) – niemiecki naukowiec, profesor Instytutu Krystalografii na Rheinisch-Westphälische Technische Hochschule (RWTH) w Akwizgranie, nazywany legendą światowej krystalografii. Wydane przez niego International tables for crystallography (1983) doczekały się licznych wznowień.
W wieku 17 lat rozpoczął studia mineralogiczne i krystalograficzne na uniwersytetach w Marburgu i Frankfurcie nad Menem w 1946 roku. Tam w wieku 24 lat (1952) uzyskał stopień doktora na podstawie pracy Fluoberyllany jako modelowe związki krzemianów. Po obronie doktoratu na 4 lata wyjechał do USA i pracował w Massachusetts Institute of Technology. Po powrocie do Niemiec pod koniec 1956 Theo został asystentem w Instytucie Mineralogicznym Uniwersytetu we Frankfurcie nad Menem. W 1960 uzyskał habilitację. W 1963 roku, w wieku 35 lat, Theo został mianowany profesorem zwyczajnym na nowo utworzoną Katedrę Krystalografii Uniwersytetu Technicznego w Akwizgranie. Był dyrektorem tego "Institut für Kristallographie" przez 30 lat, aż do przejścia na emeryturę w 1993 roku. Brat cioteczny Marii Goeppert-Mayer, amerykańskiej fizyk.